# Antoni Orszagh
Antoni Orszagh (ur. 1885 w Kobyłce, zm. w maju 1962) – ziemianin, prawnik, działacz endecki.

## Życiorys
Był synem Józefa i Pauliny Krzeszewskiej. Miał żonę Zofię Dębnicką. Jego syn – Andrzej był chemikiem. Był właścicielem majątku Kobyłka.
W latach 1915–1918 przebywał w Charkowie. Tam, na wiosnę 1917, współtworzył Polski Klub Demokratyczny. W Stronnictwie Narodowym należał do zwolenników Tadeusza Bieleckiego. 
Postanowieniem Wojewody Warszawskiego z dnia 8 lutego 1926 „wciągnięto do rejestru stowarzyszeń i związków pod Nr 945 Towarzystwo Przyjaciół Osiedla Kobyłka i Okolic”, którego jednym z współzałożycieli był Antoni Orszagh. Od 17 marca 1927 do 1934 był prezesem Stowarzyszenia Ochotniczej Straży Pożarnej w Kobyłce. W latach 1928–1933 był Przewodniczącym Rady Szkolnej Powiatu Radzymińskiego w Wołominie. 
Tuż po wybuchu wojny (październik 1939) był w gronie osób odtwarzających przedwojenny okręg Stronnictwa Narodowego Warszawa-ziemska. W czasie wojny działał w ramach Centralnego Wydziału Propagandy konspiracji endeckiej (był ppor. rez. pod pseudonimem „Papa”).
Po wojnie należał do Komitetu Legalizacyjnego SN. W październiku 1945, wraz z Janem Bielawskim, Kazimierzem Kobylańskim, Władysławem Jaworskim i Szymonem Poradowskim, zostali na krótko aresztowani. W styczniu 1946 Komitet Legalizacyjny zawiesił swoją działalność. W latach 50. XX w. był czynny w spotkaniach z dawnymi narodowcami, którzy zastanawiali się nad formułą aktywności w okresie gomułkowskiej odwilży.
Upamiętniony w rodzinnej miejscowości poprzez nadanie ulicy jego imienia.

## Odznaczenia
- Srebrny Wawrzyn Akademicki (5 listopada 1935)[15].